# Verbascum ermenkense
Verbascum ermenkense är en flenörtsväxtart som beskrevs av Hub.-mor.. Verbascum ermenkense ingår i släktet kungsljus, och familjen flenörtsväxter. Inga underarter finns listade i Catalogue of Life.